# Щёкотовская Слободка
Щёкотовская Слободка (бел. Шчокатаўская Слабодка) — деревня в составе Первомайского сельсовета Дрибинского района Могилёвской области Республики Беларусь.

## Население
- 1999 год — 18 человек
- 2010 год — 9 человек